# Selección de fútbol sala de Laos
La Selección de fútbol sala de Laos es el equipo que representa al país en el Mundial de Fútbol Sala, en el Campeonato Asiático de Futsal y en otros torneos de la especialidad; y es controlado por la Federación de Fútbol de Laos.

## Estadísticas

### Copa Mundial de Futsal FIFA
| Copa Mundial de fútbol sala de la FIFA | Copa Mundial de fútbol sala de la FIFA | Copa Mundial de fútbol sala de la FIFA | Copa Mundial de fútbol sala de la FIFA | Copa Mundial de fútbol sala de la FIFA | Copa Mundial de fútbol sala de la FIFA | Copa Mundial de fútbol sala de la FIFA | Copa Mundial de fútbol sala de la FIFA |
| Año                                    | Ronda                                  | J                                      | G                                      | E                                      | P                                      | GF                                     | GC                                     |
| -------------------------------------- | -------------------------------------- | -------------------------------------- | -------------------------------------- | -------------------------------------- | -------------------------------------- | -------------------------------------- | -------------------------------------- |
| 1989 - 2012                            | No participó                           | No participó                           | No participó                           | No participó                           | No participó                           | No participó                           | No participó                           |
| 2016                                   | No clasificó                           | No clasificó                           | No clasificó                           | No clasificó                           | No clasificó                           | No clasificó                           | No clasificó                           |
| 2021                                   | No clasificó                           | No clasificó                           | No clasificó                           | No clasificó                           | No clasificó                           | No clasificó                           | No clasificó                           |
| Total                                  | 0/9                                    | -                                      | -                                      | -                                      | -                                      | -                                      | -                                      |

### Copa Asiática de Futsal de la AFC
| Copa Asiática de Futsal de la AFC | Copa Asiática de Futsal de la AFC | Copa Asiática de Futsal de la AFC | Copa Asiática de Futsal de la AFC | Copa Asiática de Futsal de la AFC | Copa Asiática de Futsal de la AFC | Copa Asiática de Futsal de la AFC | Copa Asiática de Futsal de la AFC |
| Año                               | Ronda                             | J                                 | G                                 | E                                 | P                                 | GF                                | GC                                |
| --------------------------------- | --------------------------------- | --------------------------------- | --------------------------------- | --------------------------------- | --------------------------------- | --------------------------------- | --------------------------------- |
| 1999 - 2012                       | No participó                      | No participó                      | No participó                      | No participó                      | No participó                      | No participó                      | No participó                      |
| 2014                              | No clasificó                      | No clasificó                      | No clasificó                      | No clasificó                      | No clasificó                      | No clasificó                      | No clasificó                      |
| 2016                              | No clasificó                      | No clasificó                      | No clasificó                      | No clasificó                      | No clasificó                      | No clasificó                      | No clasificó                      |
| 2018                              | No clasificó                      | No clasificó                      | No clasificó                      | No clasificó                      | No clasificó                      | No clasificó                      | No clasificó                      |
| 2022                              | No participó                      | No participó                      | No participó                      | No participó                      | No participó                      | No participó                      | No participó                      |
| Total                             | 0/16                              | -                                 | -                                 | -                                 | -                                 | -                                 | -                                 |

### Campeonato de la AFF
| AFF Futsal Championship Record | AFF Futsal Championship Record | AFF Futsal Championship Record | AFF Futsal Championship Record | AFF Futsal Championship Record | AFF Futsal Championship Record | AFF Futsal Championship Record | AFF Futsal Championship Record |
| Año                            | Ronda                          | J                              | G                              | E                              | P                              | GF                             | GC                             |
| ------------------------------ | ------------------------------ | ------------------------------ | ------------------------------ | ------------------------------ | ------------------------------ | ------------------------------ | ------------------------------ |
| 2001                           | No participó                   | No participó                   | No participó                   | No participó                   | No participó                   | No participó                   | No participó                   |
| 2003                           | No participó                   | No participó                   | No participó                   | No participó                   | No participó                   | No participó                   | No participó                   |
| 2005                           | No participó                   | No participó                   | No participó                   | No participó                   | No participó                   | No participó                   | No participó                   |
| 2006                           | No participó                   | No participó                   | No participó                   | No participó                   | No participó                   | No participó                   | No participó                   |
| 2007                           | No participó                   | No participó                   | No participó                   | No participó                   | No participó                   | No participó                   | No participó                   |
| 2008                           | Fase de grupos                 | 3                              | 1                              | 0                              | 2                              | 8                              | 12                             |
| 2009                           | No participó                   | No participó                   | No participó                   | No participó                   | No participó                   | No participó                   | No participó                   |
| 2010                           | No participó                   | No participó                   | No participó                   | No participó                   | No participó                   | No participó                   | No participó                   |
| 2012                           | Fase de grupos                 | 4                              | 1                              | 0                              | 3                              | 15                             | 48                             |
| 2013                           | Fase de grupos                 | 4                              | 0                              | 1                              | 3                              | 3                              | 35                             |
| 2014                           | Fase de grupos                 | 4                              | 0                              | 1                              | 3                              | 5                              | 39                             |
| 2015                           | Fase de grupos                 | 4                              | 1                              | 0                              | 3                              | 17                             | 47                             |
| 2016                           | Clasificado                    | Clasificado                    | Clasificado                    | Clasificado                    | Clasificado                    | Clasificado                    | Clasificado                    |
| Total                          | 6/13                           | 19                             | 3                              | 2                              | 14                             | 48                             | 181                            |

### Juegos del Sureste de Asia
| Southeast Asian Games Record | Southeast Asian Games Record | Southeast Asian Games Record | Southeast Asian Games Record | Southeast Asian Games Record | Southeast Asian Games Record | Southeast Asian Games Record | Southeast Asian Games Record | Southeast Asian Games Record |
| Año                          | Ronda                        | J                            | G                            | E                            | P                            | GF                           | GC                           |                              |
| ---------------------------- | ---------------------------- | ---------------------------- | ---------------------------- | ---------------------------- | ---------------------------- | ---------------------------- | ---------------------------- | ---------------------------- |
| 2007                         | 5º Lugar                     | 4                            | 0                            | 0                            | 4                            | 7                            | 39                           |                              |
| 2011                         | No participó                 | No participó                 | No participó                 | No participó                 | No participó                 | No participó                 | No participó                 |                              |
| 2013                         | Fase de grupos               | 2                            | 0                            | 0                            | 2                            | 4                            | 22                           |                              |
| 2015                         | No participó                 | No participó                 | No participó                 | No participó                 | No participó                 | No participó                 | No participó                 |                              |
| Total                        | 2/4                          | 6                            | 0                            | 0                            | 6                            | 11                           | 61                           |                              |